# Abdij van de Woestine
De Abdij van de Woestine of Abdij van de Woestyne (officieel: Sancta Maria in deserto) is een voormalige abdij van de cisterciënzinnen, gelegen in het tot de gemeente Renescure behorende gehucht La Crosse.
Deze abdij hing af van de nabijgelegen Abdij van Klaarmares en werd gesticht in 1193 door reguliere kanunniken. In 1217 werden deze vervangen door zusters uit Annay-sous-Lens. De abdij lag op een domein van 12 ha.
De abdij verdween tijdens de Franse Revolutie en op het domein werd toen het Kasteel Vinrot gebouwd, ook Château du Nieppe genaamd. De opdrachtgever was tevens architect, maar stierf voor het bouwwerk was voltooid. Van de abdij bleven de hoevegebouwen bewaard. De weinige resten van de abdij die zijn in 2020 nog resteren bevinden zich op het bedrijfsterrein van de conservenfabriek van Bonduelle.